# Février 1835

## Événements
- 1er février : la Compagnie anglaise des Indes orientales achète Darjeeling au roi du Sikkim pour 3000 roupies par an. La culture du thé commence au confluent du Brahmapoutre et de la rivière Kundil.

- 2 février :
  - L’anglais devient la langue de l’enseignement supérieur par décision du Conseil supérieur de l’Inde et grâce à l’action de Thomas Macaulay.
  - France : Victor Hugo commence Angelo, tyran de Padoue.

- 12 février, France : représentation de Chatterton (pièce de théâtre) devant Louis-Philippe Ier et sa cour.

- 19 février, France :
  - Salvandy est élu à l'Académie française.
  - Victor Hugo termine Angelo.

- 20 février, France : démission du maréchal Mortier de la présidence du Conseil.

- 26 février, France : ordonnance de Guizot instituant les inspecteurs de l'école primaire.

- 28 février : jour qui fête la parution du Kalevala en 1835 et jour de fête de la culture de Finlande.

## Naissances
- 5 février : August Winnecke (mort en 1897), astronome allemand.
- 25 février : Osbert Salvin (mort en 1898), ornithologue britannique.
- Henry Bowman Brady (mort en 1891), pharmacien et naturaliste britannique.